# Carlos Agassi
Carlos Agassi, também conhecido como Amir, é um artista filipino de origem iraniana. Ele atua, apresenta, canta rap e modela desde 1993, quando entrou para o grupo Star Circle (hoje Star Magic) da emissora ABS-CBN. Seu nome completo é Amir Carlos Damaso Vahidi Agassi e nasceu em 12 de dezembro de 1979, em Makati.

## Carreira
Como parte de sua carreira, ele integrou o grupo "The Hunks" com outros quatro atores famosos: Piolo Pascual, Jericho Rosales, Diether Ocampo e Bernard Palanca. Ele também se destaca como rapper e produtor musical, usando o apelido de "Amir do Rap" e gerenciando seu próprio estúdio, o "Amir Carlos Agassi, Inc".[carece de fontes?] Seu irmão mais novo, Michael Agassi, também é ator.

## Controvérsias
Agassi enfrentou algumas controvérsias em sua carreira, como:
- Foi vítima de falsas notícias sobre sua morte por causa de supostos problemas renais causados pelo uso de esteroide anabolizante.[2] Ele desmentiu essas mentiras e disse que mantém seu corpo em forma com exercícios regulares desde que tinha dezesseis anos.[2]
- Enfrentou a oposição de rappers consagrados como Loonie, D-Coy e Krazykyle que não aceitavam seu apelido de "Amir do Rap". Ele entrou na justiça contra D-Coy e Krazykyle em 2006 por injúria, mas depois fez as pazes com eles. Ele também fez uma música chamada "Alay Ko" em 2009 para expressar seus sentimentos sobre as críticas negativas.[carece de fontes?]
- Machucou-se gravemente ao jogar basquete em 2022 e ficou sem movimento na perna esquerda. Ele pediu a seus fãs que orassem e torcessem por ele e fez uma piada dizendo que se aposentou do basquete. Também passou por um acidente em casa em 2020 que feriu seu rosto e gengivas.[carece de fontes?]